# Álbum de fotografia

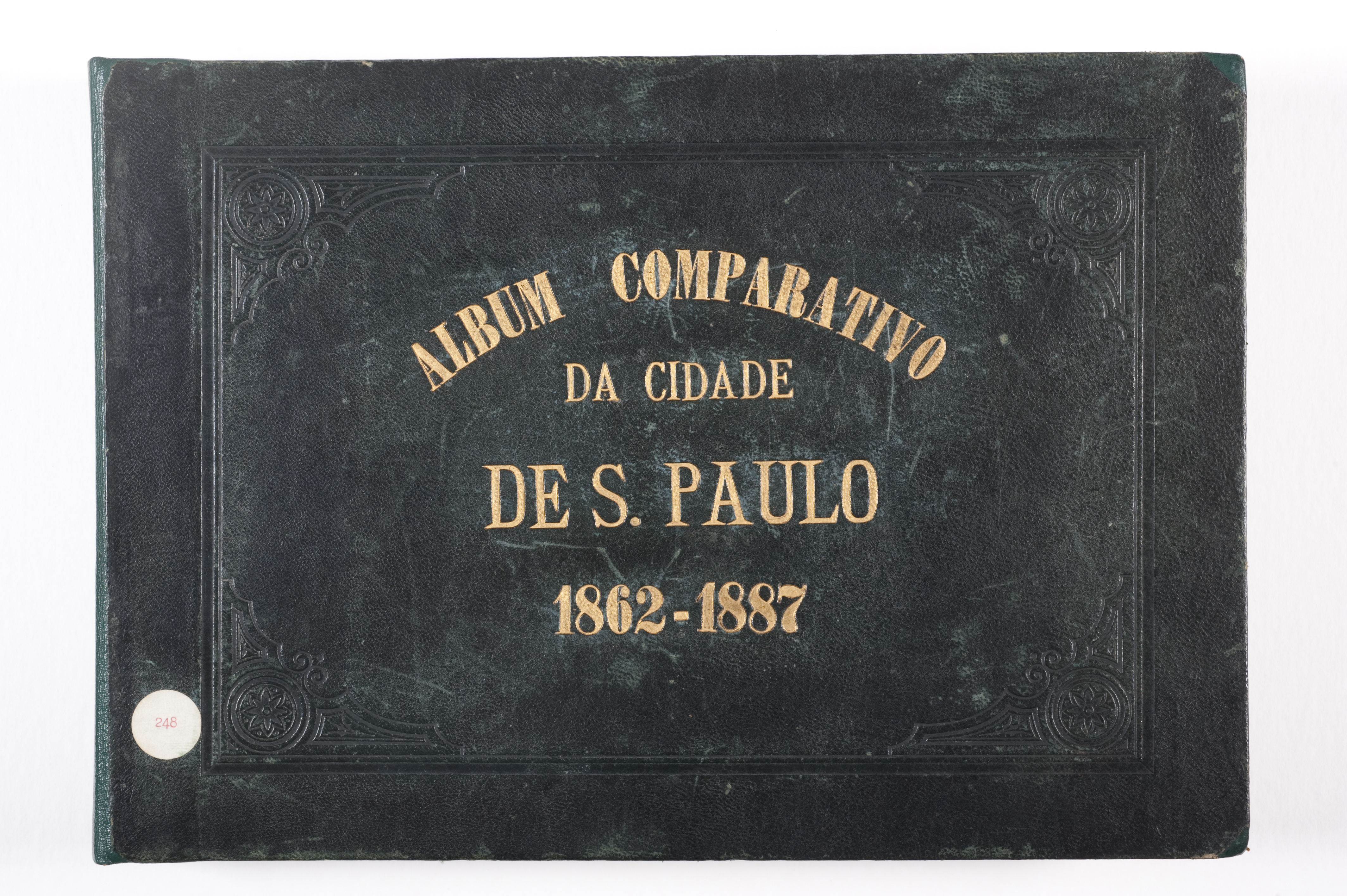
Exemplo de álbum de fotos histórico disponível no Acervo do Museu Paulista

Um álbum de fotografia é um caderno cartonado ou livro encadernado com páginas em branco e, geralmente, sem pauta, com seu espaço destinado a receber fotografias. Sendo um quadro branco para registros, permite um espaço de total liberdade criativa. O álbum de fotografia é uma coleção de fotos.

A fotografia, ao ser considerada um documento, faz do álbum de fotos um arquivo com valor. Um livro que, em vez de palavras com uma narrativa, possui imagens que contam as mais variadas histórias, tais como narrativas pessoais, emocionais e históricas, as quais a linguagem escrita não consegue alcançar ou registrar.  
"Somos arqueólogos e falamos no mundo através das coisas: nada melhor do que poder pegar os documentos na mãos". - Ângela Motta,  Silvana Gomes e Maria Angélica Melendi (Colab)
Os álbuns de fotos, atualmente, possuem vários modelos e estão disponíveis nas mais personalizadas características, comercializados em papelarias e estúdios fotográficos.  
A palavra "álbum" vem do latim album, que significa "branco", "mancha branca", "quadro branco para registros", "lista".

## Álbum de fotos e as emoções

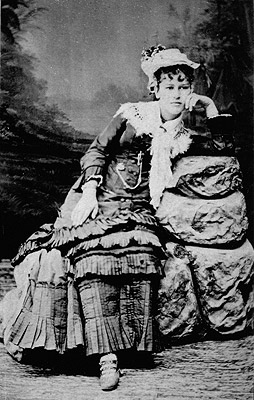
Exemplo de foto de uma mulher anônima expressando uma emoção

Os álbuns fotográficos estão associados às memórias de acontecimentos, com uma conotação fortemente emocional, evocando lembranças de momentos vividos, carregadas de emoções agradáveis ou desagradáveis, felizes ou tristes, emocionantes ou assustadoras, reconfortantes ou angustiantes. Ao comportarem fragmentos da vida através das fotografias, os álbuns são estímulos sensoriais (visuais e táteis) que acionam áreas corticais que envolvem a memória. O que Gordon H. Bower explica é que "eventos e emoções são armazenados juntos na memória", por isso, ao direcionarmos a atenção ao conteúdo de um álbum, nosso humor se ajusta à informação.
Na década de 1970, o psicólogo Roger Brown cunhou o termo "lembranças fotográficas" para designar memórias com forte carga emocional conectadas a eventos autobiográficos, reforçando a ligação das emoções com as fotografias e, consequentemente, a álbuns de fotografias.
No fim da vida, no estágio considerado "adultez tardia", os álbuns de fotos e as fotografias servem como instrumento para um processo terapêutico chamado de "Reavaliação da Vida", revisitando marcos importantes, lugares e pessoas que fazem parte da história pessoal do indivíduo, permitindo à pessoa ver a importância da própria vida.

## A importância histórica dos álbuns
Antes da ascensão da internet e do modo on-line, os álbuns de fotos eram o único meio de se guardar memórias físicas em forma de fotografias, de si mesmo, de lugares ou entes queridos. As fotografias eram, inicialmente, valorizadas como objetos de coleção e raridades. Portanto, o passado da humanidade pré-internet está registrado com palavras e fotografias, contando a história através de textos e álbuns como fontes históricas.

Para a posteridade, álbuns são importantes artigos históricos de análise e de estudo da vida histórica de determinada época, no ambiente e no social.   A campanha publicitária da empresa de máquinas fotográficas Kodak em 1951 evidencia a importância das fotos e álbuns:
"Snapshots lembram, quando você esquece”.
Peças históricas como álbuns centenários são pontes para outra época e, por isso, são um achado arqueológico, manuseados e exibidos em museus com proteção, pois danos causados a uma peça são considerados crime contra um patrimônio nacional.

## A evolução do álbuns de fotos
O conteúdo principal de um álbum de fotografia são as fotos, por isso a história da evolução dos álbuns de fotos entrelaça-se com a da fotografia. Esta já foi vista como a responsável pelo fim da arte e só foi incorporada como manifestação artística pelo Museu de Arte Moderna de Nova York em uma exposição em 1940. Ao deixar de ser apenas um registro de pessoas e lugares, as fotografias passaram a ser consideradas arte, assim como os livros que as incorporavam. Ambos deixaram de ser apenas uma expressão pessoal e de manifestação cultural para serem um instrumento de revolução.
Atualmente, o álbum de fotografia ganhou novas versões mais modernas além do tradicional papel. Pode-se encontrá-lo disponível em forma de:
- Aplicativo de celular de galeria de fotos;
- Álbuns digitais no Facebook ou Instagram;
- Softwares de armazenamento de dados como pen drives ou nuvens;
- Bullet journals;
- Painéis de visualizações;
- Scrapbooks;

Com a constante evolução digital, novos e mais modernos modelos de álbuns de fotografias surgirão. O fotógrafo brasileiro Sebastião Salgado, considerado um dos artistas mais renomados fotógrafos no mundo, diz que a fotografia:
É uma função que não existia há 100 anos e que não acho que irá existir daqui a 20... Hoje, com um celular são feitas imagens de uma qualidade incrível, mesmo que isso não seja fotografia. É uma linguagem de comunicação, mas a fotografia é algo que você toca, guarda. As demandas, entretanto, estão mudando. 